# سارة هلوبكيل لونجوي
سارة هلوبكيل لونجوي (بالإنجليزية: Sara Hlupekile Longwe)‏ هي مستشارة في الشؤون الجنسانية والتنمية تُقيم في لوساكا، زامبيا. شغلت سارة منصب رئيسة منظمة فيمينت بين عامي 1997 و2003، وألّفت كتاب هيكل لونجوي Longwe Framework لتحليل التنوع الاجتماعي. تصف لونجوي نفسها بأنها ناشطة متطرفة في مجال حقوق المرأة.

## الصراعات المبكرة
رفضت حكومة زامبيا منح سارة إجازة الأمومة عندما كانت معلمة في مدرسة ثانوية صغيرة. شكّل هذا انتهاكًا صريحًا بالتزام الحكومة بموجب اتفاقية منظمة العمل الدولية. شكّلت لونجوي مجموعة ضغط نجحت في إجبار الحكومة على إدخال إجازة الأمومة للمعلمين في عام 1974. وفي لفتةٍ أخرى خلال مسيرتها كمعلمة، أصرت سارة على ارتداء البنطال في المدرسة. تم تصعيد القضية على طول الطريق إلى الأمين الدائم لوزارة التربية والتعليم. في عام 1984، أصبحت لونجوي أحد الأعضاء المؤسسين لجمعية زامبيا للبحث والتطوير. لعبت هذه المجموعة دورًا في ضمان مصادقة الحكومة الزامبية على اتفاقية القضاء على جميع أشكال التمييز ضد المرأة.

## اطار تمكين المرأة
طورت لونجوي اطار لونجوي لتمكين المرأة، أو Longwe Framework، الذي تم نشره في عام 1990. يساعد التحليل القائم على نوع الجنس المُخطِّطين على فهم المعنى العملي لتمكين المرأة والمساواة، ومن ثم تقييم ما إذا كانت مبادرة التنمية تدعم هذا التمكين. تفترض الفرضية الأساسية أنه يمكن النظر إلى تنمية المرأة من خلال خمسة مستويات من المساواة: الرفاهية، والوصول، و «الالتزام»، والمشاركة والتحكم؛ حيث يعتبر التمكين أمر ضروري في كل من هذه المستويات. تتعامل الرعاية مع الاحتياجات الأساسية، والوصول إلى القدرة على استخدام الموارد مثل الائتمان والأراضي والتعليم. يأتي «الوعي» كعنصر أساسي في الإطار: وهو الاعتراف بأن التمييز يخلق مشاكل تتعلق بالنوع الاجتماعي وقد تسهم المرأة نفسها في تفلقم هذا التمييز. يتساوي النساء الرجال في اتخاذ القرارات «بالمشاركة»، ويصبح توازن القوى بين الجنسين متساوٍ مع «التحكم».

## وجهات النظر والجدل
قاضت سارة في عام 1992 بنجاح فندق انتركونتيننتال عندما تم رفض دخولها إلى حانة في الفندق لأنها لم يرافقها ذكر. فازت لونجوي بالقضية في المحكمة العليا في زامبيا على أساس أن التمييز ضد جنسها كان مخالفًا للدستور. شغلت لونجوي منصب رئيسة شبكة تنمية المرأة الإفريقية والاتصالات (FEMNET) بين عامي 1997 و2003. تهدف تلك الشبكة، التي تأسست في عام 1988، إلى مساعدة المنظمات غير الحكومية في المساهمة في تنمية المرأة وحصولها على المساواة وحقوقها، وتوفير بنية تحتية للمعلومات، وتمكينها.
قالت لونجوي في عام 1998 إن النظام المدرسي يساهم في تبعية المرأة، لذا يجب ألا يُنظر إلى نقص التعليم باعتباره سبباً لانخفاض وضع المرأة الاجتماعي الاقتصادي. كانت لونجوي متفائلةً في انتقاد عدم إحراز تقدم في برامج الحد من تهميش المرأة منذ المؤتمر العالمي للمرأة عام 1985 في نيروبي. وقالت أن «السياسات الجنسانية لها ميل غريب إلى» التبخُّر «داخل وكالات التنمية الدولية». تحدثت لونجوي أيضًا عن «وعاء الطهي البطريركي... المليء بالتحيز الأبوي المتضمن في قيم الوكالة، والأيديولوجيا ونظرية التطور، والأنظمة والإجراءات التنظيمية». تعرضت آراءها المنشورة على حواجز الطرق لانتقادات من قبل العاملين في منظمة أوكسفام ووصفوها بأنها متطرفة للغاية.
حصلت لونجوي على جائزة أفريقيا لعام 2003 للريادة في مجال حقوق المرأة.